# Basidiesvampar

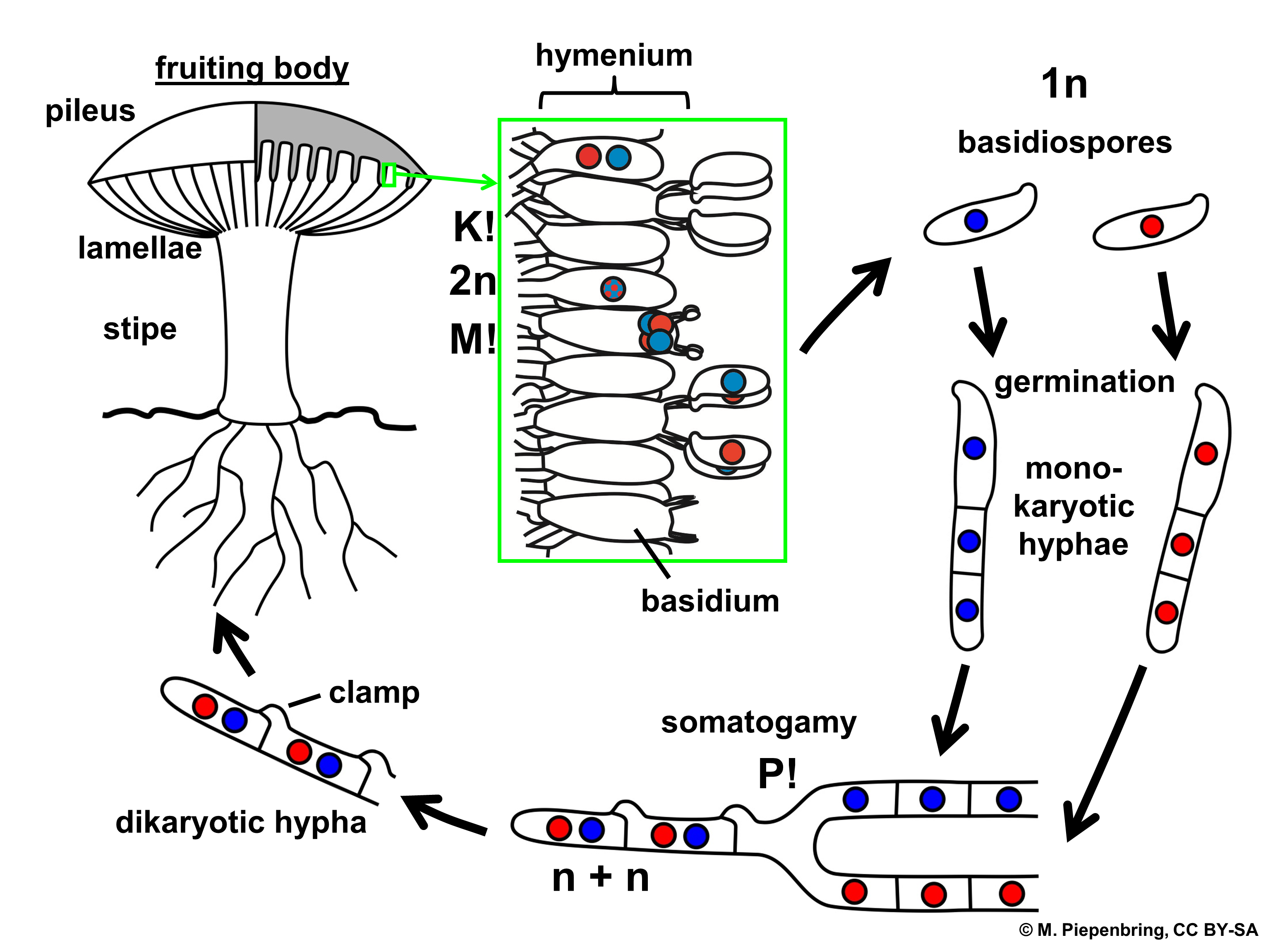
Schema över basidiesvamparnas livscykel. Clamp = sölja.

Basidiesvampar (eller basidsvampar),  Basidiomycota, är det ena av de två fyla (divisioner) som, tillsammans med sporsäcksvamparna (Ascomycota), utgör underriket Dikarya inom riket svampar (Fungi). Typiskt (men inte genomgående) för basidiesvamparna är att de har speciella klubblika en- eller flercelliga organ, kallade basidier, som producerar meiosporer (haploida sporer uppkomna genom meios) som kallas basidiosporer. Många basidiesvampar förökar sig dock helt eller delvis vegetativt och får identifieras på att de exempelvis har söljor, på cellväggskomponenter eller genom molekylärfylogenetiska metoder (som DNA-sekvensiering).
Basidiesvamparna omfattar det mesta av vad vi i dagligt tal kallar svampar: skivlingar, soppar, tickor, röksvampar, kantareller, riskor, kremlor, taggsvampar, skinnsvampar, fingersvamp etcetera (men inte exempelvis murklor, skålsvampar, äkta tryfflar och jordtungor, som tillhör sporsäcksvamparna). Hit räknas även gelésvampar, rostsvampar och sotsvampar.
I motsats till sporsäcksvamparna ingår endast ett fåtal basidiesvampar i lavar.

## Systematik
Basidiesvamparna delas numera in i fyra underdivisioner:
- Pucciniomycotina
- Ustilaginomycotina
- Agaricomycotina
- Wallemiomycotina

plus klassen Entorrhizomycetes vars systematiska ställning inte är klar.
Enligt den äldre indelningen (införd av Narcisse Théophile Patouillard 1900), som bara grundade sig på morfologiska karaktärer, delades basidiesvamparna i:
- Homobasidiomycetes (holobasidiomycetes) med osepterade ("encelliga") basidier: innefattande de svampar som "ser ur som svampar" och motsvarande i stort sett dagens Agaricomycetes
- Heterobasidiomycetes med septerade ("flercelliga") basidier: innefattande gelésvampar, rostsvampar och sotsvampar

Denna indelning följde med in på 2000-talet.

## Livscykel
Basidiesvampar har inte honliga och hanliga könsceller som djur och växter. Deras sporer är haploida (liksom djurens och växternas könsceller) och när sporerna hamnar i ett lämpligt substrat gror de och bildar mycel. Om två haploida mycel kommer i kontakt med varandra kan de, om de "passar ihop", smälta samman (somatogami - men ingen karyogami, sammansmältning av kärnorna, sker). Detta dikaryota ("tvåkärnigt haploida") mycel som bildas vid sammansmältningen är vanligtvis livskraftigare (och mera långlivat - det kan leva i flera år, till och med århundraden) och tar över från de enkärniga. Från det tvåkärniga mycelet kan också fruktkroppar och basidier bildas och först i basidierna sker karyogamin varefter nya haploida sporer bildas (vanligen fyra per basidium), vilka sprider sig och gror...
För att de haploida mycelen skall "passa ihop" hos heterothalliska (som inte är självbefruktande - motsats homothalliska) arter så att de kan smälta ihop krävs att de har olika "polaritet", och härvidlag finns det två huvudtyper av heterothalliska basidiesvampar: bipolära arter och tetrapolära arter. Skillnaden mellan dem beror på om "polariteten" avgörs av ett eller två loci. Hos de bipolära arterna måste ett mycel träffa på ett mycel av motsatt typ (med en annan allel på locus A: A1 måste träffa på A2, A3... men inte A1). Hos de tetrapolära arterna måste båda loci vara olika (A1B1 måste alltså träffa på ett mycel som exempelvis inte har A1B5 eller A3B1, men A2B2 går bra). Hos de tetrapolära arterna är loci vanligtvis inte kopplade. De heterothalliska enkärniga mycelen kan, till skillnad från homothalliska, alltså inte smälta ihop med sig själv (sannolikheten att ett mycel skall kunna smälta samman med ett mycel från samma föräldramycel är hos bipolära 1:2 och hos tetrapolära 1:4, så "korsbefruktning" främjas också i viss mån). Antalet alleler på ett locus kan vara stort (Schizophyllum commune har uppskattats ha 288 A-alleler och 81 B-alleler vilket ger över tjugotusen "kön"). De flesta arter är tetrapolära, minst finns det av homothalliska.